# Szeréna Fáy

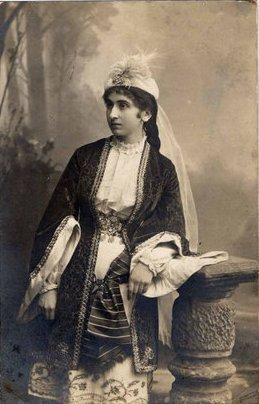
Szeréna Fáy, interpretând rolul Timéii în adaptarea teatrală a romanului Omul de aur al lui Mór Jókai. Teatrul Național din Budapesta, 3 decembrie 1884.

Szeréna Fáy, Simai Gyuláné, nume la naștere Szeréna Frankl, (n. 24 decembrie 1865, Chișineu-Criș, România – d. 27 ianuarie 1934, Budapesta, Regatul Ungariei) a fost o actriță maghiară, profesoară la Academia de Teatru și membru perpetuu al Teatrului Național din Budapesta.

## Biografie
Provenea dintr-o familie evreiască. Prin intervenția scriitorului Mór Jókai și a actriței Róza Laborfalvi (care îi era rudă) a fost admisă la Academia de Teatru din Budapesta la vârsta de 12 ani, unde l-a avut ca profesor pe József Szigeti. După absolvirea studiilor, în 1880, a devenit actriță la Teatrul Național din Budapesta, condus pe atunci de Ede Paulay, iar din 1918 a devenit membru perpetuu. A jucat aproape în întregime numai pe scena Teatrului Național, cu două scurte întreruperi: în 1888 la Volkstheater din Viena și în perioada 1899-1900 la Cluj. 
Întrucât la început Mari Jászai și Emilia Márkus obțineau majoritatea rolurilor tragice, ea a început să joace cu mare succes roluri de eroine dramatice. Jocul său era patetic după tradițiile clasice, dar a fost în același timp dinamic și viguros. El a avut succes, de asemenea, în interpretarea rolurilor comice. Începând din 1925 până în 1934 a predat tehnici dramatice și de comedie la Academia de Teatru din Budapesta. I-a instruit pe tinerii actori în tradițiile vechii școli de teatru, având un simț pedagogic excelent. A jucat în mai multe filme.

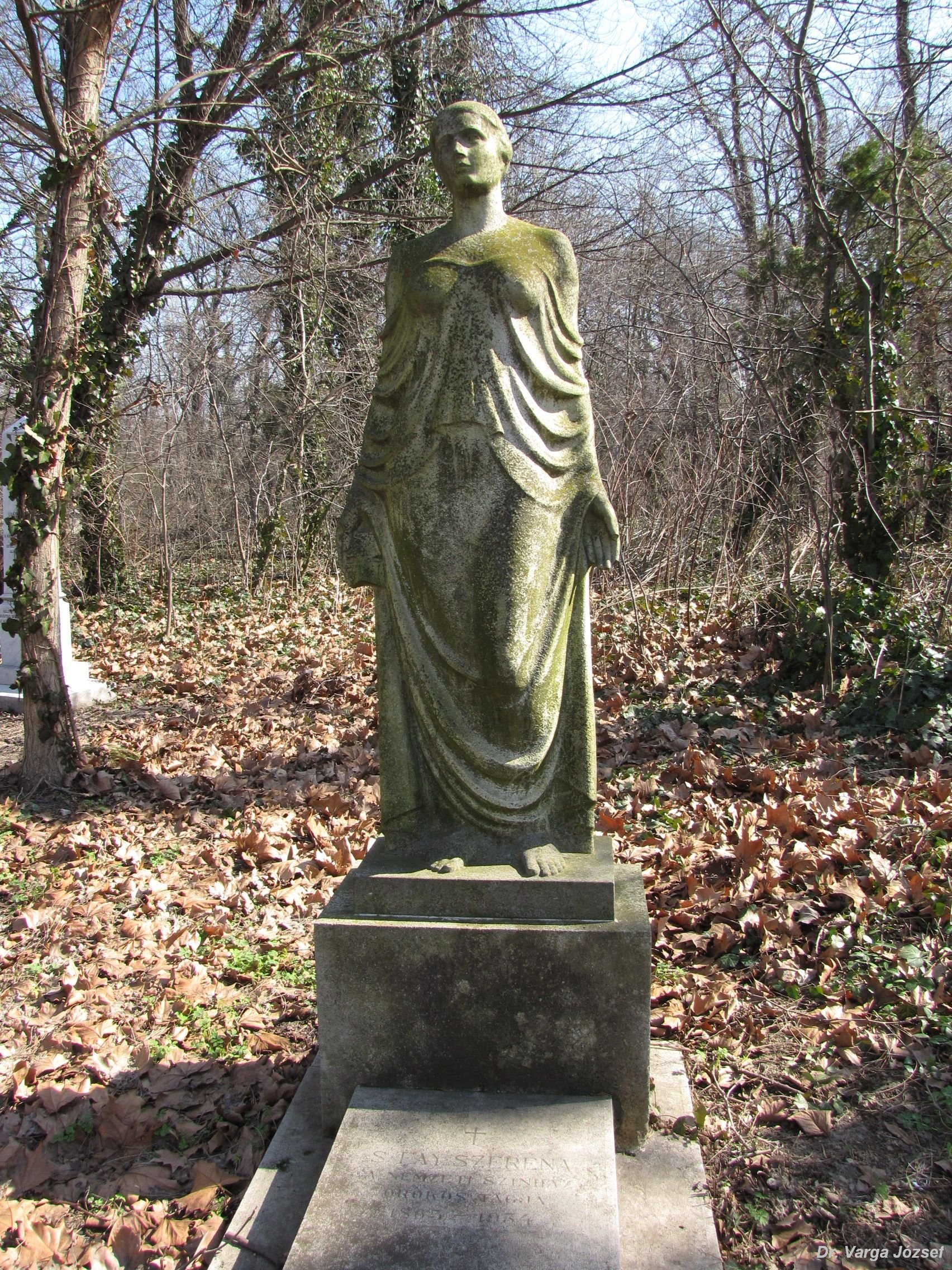
Mormântul Szerénei Fáy în Cimitirul Kerepesi din Budapesta. Parcela 48/1-1-12. Monument realizat de Ede Margó.

A murit în 1934 și a fost înmormântată în cimitirul Kerepesi din Budapesta. Pe mormântul ei a fost amplasată o statuie realizată de sculptorul Ede Margó, ce reprezintă o figură feminină frumoasă.
Rózsa Ignácz a afirmat că Szeréna Fáy avea un spirit caritabil. Iubea mult animalele de companie și s-a îmbrăcat în doliu atunci când a murit câinele ei preferat.

## Premii și distincții
- În 1885 a primit Premiul Farkas-Ratko.
- Pe 24 noiembrie 1921 directorul și artiștii Teatrului Național din Budapesta au sărbătorit aniversarea a 40 de ani de prezență a Szerénei Fáy pe scena Teatrului Național cu spectacolul Árva László király de Ferenc Herczeg.

## Roluri în teatru
- Adél (Károly Hugó: Bankár és báró)
- Éva (Imre Madách: Tragedia omului, jucat în 1894 de 150 de ori).
- Volumnia (Sh. Coriolanus);
- mama Teréza (Mór Jókai: Omul de aur);
- Wolfné (Gerhart Hauptmann: A bunda);
- Melinda, Gertrudis (József Katona: Bánk bán);
- Goneril (William Shakespeare: Regele Lear);
- Gertrud (Shakespeare: Hamlet);
- Erzsébet (Friedrich Schiller: Maria Stuart);
- Margit királyné (Shakespeare: Richard al III-lea);
- Todorescuné (Viktor Rákosi: Elnémult harangok);
- Anna Pavlovna (Lev Tolstoi: Cadavrul viu);
- Erzsébet (J. Szigeti: Rang és mód).
- Julis, a feleség (Lajos Bibó: Juss)
- Aladár Schöpflin: A pirosruhás hölgy című, comedie în trei acte, 19 noiembrie 1926.

## Filmografie
- Omul de aur (după romanul lui Mór Jókai, film regizat de Sándor Korda, 1919) - mama Teréza
- Matyólakodalom (1920);
- Leánybecsület (1923)